# Javier Correa
Marcelo Javier Correa (ur. 23 października 1992 w Córdobie) – argentyński piłkarz występujący na pozycji napastnika, od 2024 roku zawodnik Estudiantes La Plata.